# Wilhelminahaven (Schiedam)
De Wilhelminahaven in de Nederlandse gemeente Schiedam is een haven die in de periode 1914-1921 werd aangelegd aan de noordelijke zijde van de Nieuwe Maas. De haven ligt ten westen van Vijfsluizen (Wiltonhaven), en ten oosten van de Spuihaven in Schiedam-Zuid.
Buitenhaven · Korte Haven · Lange Haven · Nieuwe Haven · Spuihaven · Voorhaven · Vijfsluizerhaven · Wilhelminahaven · Wiltonhaven